# Волосянка (Ужгородський район)
Волося́нка — гірське село в Україні, у Закарпатській області, Ужгородському районі (до адміністративно-територіальної реформи 2020 р. у Великоберезнянському район), входить до Ставненської сільської громади.

## Назва
Назва села на думку деяких краєзнавців ймовірно походить від румунського Vlah, Волох — місце проживання волохів. Інші дотримуються думки про походження назви від заснування його за волоським правом.
Назви села: 1773 Voloszanka, 1800 Voloszánka, Wolosánka, 1851 Volánszka, 1913 Hajasd.

## Географічні дані
Одне із крайніх східних сіл Лемківщини. Населення станом на 2001 рік 1646 осіб.
У селі річка Безіменна впадає у річку Уж.
Поруч знаходиться резерват Тихий.

## Історія
Вперше назва села згадується в документах Ужгородської домінії в 1691 р., датою заснування села вказаний 1549 рік. В той же час видатний краєзнавець Михайло Лелекач перелічував 25 населених пунктів, у тому числі і Волосянку, які угорський король Андрій ІІІ передав у володіння Ужгородському жупану Петру Пете.
В писемних джерелах йшлося про права власності Невицької замкової домінії Другетів на володіння селом Волосянка. Заснували село шолтис та переселенці у XV столітті.
За переписом 1910 року в Волосянці проживали 1586 мешканців, у тому числі 1353 українця, 115 угорців і 81 німець (за віросповіданням — 1381 греко-католик, 92 юдеї і 63 римо-католики).
У роки Першої світової війни 1914—1918 рр. Волосянка знаходилась у зоні військових дій, квартирував військовий гарнізон.

## Присілки
Тихий
Тихий - колишнє село в Україні, в Закарпатській області.
Обєднане з селом Волосянка рішенням облвиконкому Закарпатської області №155 від 15.04.1967
Поруч знаходиться резерват Тихий.
Щербина
Щербина - колишнє село в Україні, в Закарпатській області.
Обєднане з селом Волосянка рішенням облвиконкому Закарпатської області №155 від 15.04.1967
Згадка у ХІХ столітті
Ще́рбин — проміжна залізнична станція Ужгородської дирекції Львівської залізниці. Розташована на північній околиці села Волосянка Великоберезнянського району Закарпатської області на лінії Самбір — Чоп між станціями Сянки (10 км) та Волосянка-Закарпатська (12 км).  На схід і на захід від станції розташовані тунелі, відтак єдиний шлях до станції — це дорога, що проходить через усе село Волосянка і закінчується біля станції. Станцію було відкрито 1904 року у складі залізниці Великий Березний — Сянки. Електрифіковано станцію 1968 року у складі залізниці Самбір — Чоп. На станції зупиняються лише приміські електропотяги. В розкладі руху на 2019—2020 роки зупинка для пасажирських потягів не передбачена (лише технічна — без висадки-посадки пасажирів).

## Населення
Згідно з переписом УРСР 1989 року чисельність наявного населення села становила 2205 осіб, з яких 1071 чоловік та 1134 жінки.
За переписом населення України 2001 року в селі мешкало 1629 осіб.

### Мова
Розподіл населення за рідною мовою за даними перепису 2001 року:
| Мова       | Кількість | Відсоток |
| ---------- | --------- | -------- |
| українська | 1639      | 99.57%   |
| російська  | 7         | 0.43%    |
| Усього     | 1646      | 100%     |

## Пам'ятки

Давня церква св. Михаїла у с. Волосянка, фото до 1913 р.

- Дерев'яна церква бойківського стилю XVIII ст. Завершення над бабинцем втрачає риси бойківського верху із заломами і набуває характеру вежі. Це типова ознака всіх бойківських церков Березнянщини. Містилася неподалік нинішньої мурованої церкви.

У 1751 р. була дерев'яна церква св. арх. Михайла в доброму стані, з трьома дзвонами, прикрашена всіма гарними образами, збудована до XVIII ст. Кажуть, її збудували на місці, куди під час бурі занесло хрест із давнішої церкви, що стояла за рікою. Ця церква стояла в селі аж до 1914 р., коли біля неї збудували муровану базилічну церкву (третю в селі). Розібрана після першої світової війни.
Зображення триверхої бойківської церкви збереглося на знимках відомого галицького вченого Михайла Драґана та на малюнках початку XX ст. Останнім священиком, який служив у дерев'яній церкві, був о. Василь Ковтан. Близько 1905 р. священик домовився з будівниками відтинку залізниці Великий Березний — Сянки про те, що ті збудують «під ключ» муровану церкву, а за це селяни постачатимуть пісок для будівництва залізниці. Кожен двір мав привезти по три вози каміння на спорудження церкви.
- Церква св. арх. Михайла. 1914

На іконі Св. Трійці зі старого іконостасу зберігся напис 1738 р.: «Сей образ дал изроби раб | божи Иванъ Дмитрю изь жоновь своевь Касевь за доброе здоровя сво | и за отпущение гріховь | АΨЛИ».
Парох Волосянки Іван Чейпеш був засуджений 1950 р. на 25 років каторги. Був смертельно поранений 1 серпня 1953 р. під час придушення військами повстання в'язнів на шахтах Воркути (Росія).
- Каплиця св. великомученика Пантелеймона. 1997. (УПЦ)

Каплицю споруджено за ініціативою настоятеля місцевого храму Михайла Полянського. Матеріалами допомогли голова агрофірми «Верховина» в Малому Березному Михайло Івановчик, керівництво Львівської залізниці в особі Володимира Іванова. Збудував каплицю майстер Олексій Гребінь.

## Туристичні місця
- Каплиця св. великомученика Пантелеймона. 1997.
- храм св. арх. Михайла. 1914